# Milostea, Vâlcea
Milostea este un sat în comuna Slătioara din județul Vâlcea, Oltenia, România.

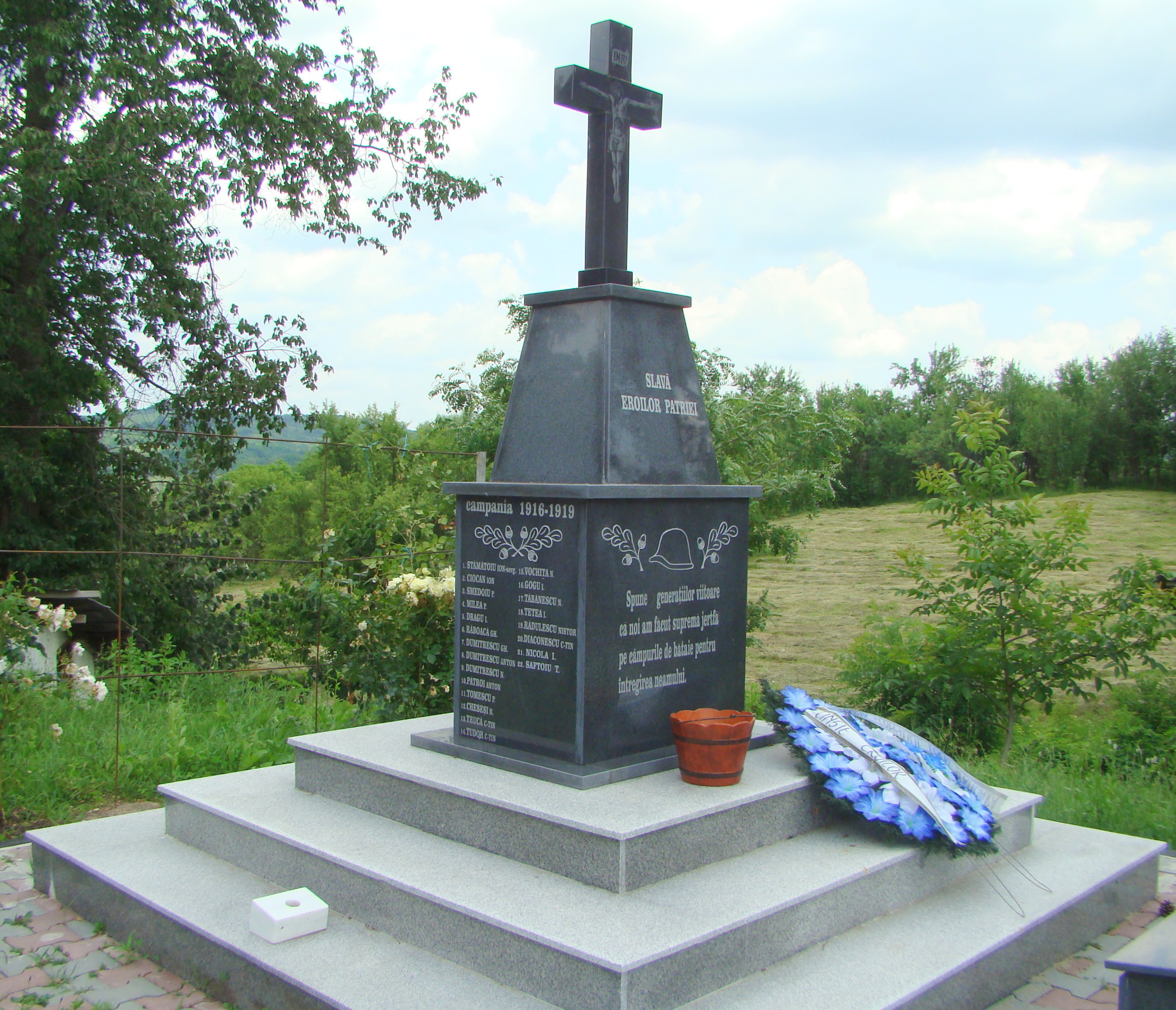
Monumentul eroilor

Satul este situat la 15 km de Horezu și la 5 km de comuna Slătioara. Oamenii din sat se ocupă cu creșterea animalelor, cu albinăritul, și cultivă viță de vie, pomi fructiferi, porumb, cartofi etc. În apropiere se află obiective turistice importante, precum mănăstirile Horezu și Polovragi, precum și Peștera Polovragi.

## Vezi și
- Biserica de lemn din Milostea

Fragment din revista „Magazin istoric" anul V nr. 9(54) SEPT 1971 
"Capriciile puterii"
Șirul pribegirilor spectaculoase nu a încetat însă, și în cursul anului 1548 importante figuri politice ca Staico stolnicul, fiul lui Vintilă vornicul din Cornățeni, marele logofăt Radu din Dragoiești și fratele său Pîrvul postelnicul au îngroșat rîndurile dușmanilor lui Mircea Ciobanul, trecînd munții în Transilvania. Era firesc în aceste condiții să se producă o nouă confruntare armată. Și ea a avut loc, într-adevăr, în același an - 1548. Boierii și-au unit iarași forțele, au strâns bani si au năimit vreo mie de mercenari secui, apoi, punându-se în sjujba unui tînăr pretendent, au pătruns in țară. Potrivnicii lui Mircea sperau că populația se va răzvrăti și îi va sprijini, dar se pare că lucrul acesta nu s-a întâmplat. Mai mult chiar, Ostermayer lasă să se înțeleagă că țăranii l-au susținut pe domn, iar dintre boierii pribegi <<aceia care n-au fost uciși, au scăpat cu mare greutate...>>. S-ar putea ca lupta să se fi dat lîngă satul Miloste, în județul Vîlcea."